# Gå upp och pröva dina vingar
Gå upp och pröva dina vingar är en sång med text och melodi av Lasse Dahlquist som i inspelning med Lasse Dahlquist, Alice Babs och Kaj Hjelm var med i filmen "Örnungar" från 1944. En skivinspelning av Lasse Dahlquist gavs ut 1944 . Under sommaren är den en populär allsång.